# Gnoma gilmouri
Gnoma gilmouri är en skalbaggsart som beskrevs av Dillon 1951. Gnoma gilmouri ingår i släktet Gnoma och familjen långhorningar. Inga underarter finns listade i Catalogue of Life.